# François Marie Ferréol de Bonmarchant
François Marie Ferréol de Bonmarchant est un homme politique français né le 16 juin 1773 à Salins-les-Bains (Jura) et décédé le 15 août 1850 dans la même ville.

## Biographie
Propriétaire, maire de Salins, conseiller d'arrondissement, il est élu député du Jura le 3 juillet 1830, comme légitimiste. Il refuse de prêter serment à la Monarchie de Juillet et démissionne le 23 août.

## Sources
« François Marie Ferréol de Bonmarchant », dans Adolphe Robert et Gaston Cougny, Dictionnaire des parlementaires français, Edgar Bourloton, 1889-1891 [détail de l’édition]